# Cypricercus deltoidea
Cypricercus deltoidea är en kräftdjursart som beskrevs av Magali Delorme 1970. Cypricercus deltoidea ingår i släktet Cypricercus och familjen Cyprididae. Inga underarter finns listade i Catalogue of Life.